# Vitreorana
Vitreorana (лат.) — род бесхвостых земноводных из семейства стеклянных лягушек, обитающих в Южной Америке. Родовое название образовано от лат. vitreum — «стекло», «лёд», и лат. rana — «лягушка».

## Распространение
Ареал простирается от атлантических лесов Бразилии и Аргентины до дождевых лесов Амазонии в Колумбии и Эквадоре и до венесуэльского прибрежного хребта и Гвианы.

## Классификация
На февраль 2023 года в род включают 10 видов:
- Vitreorana antisthenesi (Goin, 1963) — Светлоточечная стеклянная лягушка
- Vitreorana baliomma Pontes, Caramaschi & Pombal, 2014
- Vitreorana castroviejoi (Ayarzagüena & Señaris, 1997)
- Vitreorana eurygnatha (Lutz, 1925) — Короткоголовая стеклянная лягушка
- Vitreorana gorzulae (Ayarzagüena, 1992)
- Vitreorana helenae (Ayarzagüena, 1992)
- Vitreorana oyampiensis (Lescure, 1975) — Индейская стеклянная лягушка
- Vitreorana parvula (Boulenger, 1895)
- Vitreorana ritae (Lutz, 1952)
- Vitreorana uranoscopa (Müller, 1924) — Плоская стеклянная лягушка

## Галерея
- Плоская стеклянная лягушка